# Административное деление Сталинской области на 1 января 1941 года

## Сталинская область. 1 января 1941 года
Делилась на районы и города областного подчинения
- общее число районов — 27
- общее число городов областного подчинения — 12
- общее число сельсоветов — 362
- общее число районов в городах — 19
- общее число городов — 31, посёлков — 93
- центр — город Сталино
- вновь образованы:

1. Артёмовский район — из части Артёмовского горсовета
2. Дебальцево (город областного подчинения) — из части Орджоникидзевского горсовета
3. Дружковка (город областного подчинения) — из Дружковского района, образованного 15 марта 1939 года из части Константиновского горсовета
4. Константиновский район — из части Константиновского горсовета
5. Орджоникидзевский район — из части Орджоникидзевского горсовета
6. Славянский район — из части Славянского горсовета
7. Чистяковский район — из части Чистяковского горсовета
8. Ямский район — из части Артёмовского района

- упразднены:

1. Старо-Каранский район (15 марта 1939 года) — в Тельмановский район (Старо-Каранский сельсовет, Старо-Ласпинский с/с, Ново-Ласпинский), в Волновахский (Старо-Игнатьевский с/с, Октябрьский, Ново-Каранский, Новосёловский и Каранский с/с) и в Ольгинский район (Ново-Игнатьевский с/с)

- список районов:

1. Авдеевский (п. Авдеевка Первая, 7 с/с — сельсоветов. в том числе Архангельский с/с, который до 23 октября 1940 года был в Дзержинском районе)
2. Александровский (с. Александровка, 15 с/с)
3. Амвросиевский (г. Донецко-Амвросиевка, 16 с/с)
4. Андреевский (с. Андреевка, 13 с/с)
5. Артёмовский (г. Артёмовск, 14 с/с)
6. Больше-Янисольский (с. Большой Янисоль, 14 с/с, ненациональный с 15 марта 1939 года)
7. Будённовский (пгт. Будённовка, 10 с/с)
8. Волновахский (г. Волноваха, 21 с/с)
9. Володарский (с. Володарское, 13 с/с)
10. Дзержинский (г. Дзержинск, 7 с/с)
11. Добропольский (с. Доброполье, 16 с/с)
12. Константиновский (г. Константиновка, 20 с/с)
13. Красноармейский (г. Красноармейское, 15 с/с)
14. Лиманский (г. Красный Лиман, 16 с/с)
15. Мангушский (с. Мангуш, 8 с/с)
16. Марьинский (пгт. Марьинка, 11 с/с)
17. Ольгинский (пгт. Ольгинка, 11 с/с)
18. Орджоникидзевский (г. Орджоникидзе, 14 с/с)
19. Селидовский (с. Селидовка, 12 с/с)
20. Славянский (г. Славянск, 19 с/с)
21. Снежнянский (г. Снежное, 6 с/с)
22. Старо-Бешевский (с. Старо-Бешево, 17 с/с)
23. Старо-Керменчикский (с. Старый Керменчик, 12 с/с)
24. Тельмановский (с. Тельманово, 20 с/с)
25. Харцызский (г. Харцызск, 8 с/с)
26. Чистяковский (г. Чистяково, 6 с/с)
27. Ямский (пгт. Яма, 11 с/с)

- список городов областного подчинения:

1. Сталинский
2. Артёмовский
3. Горловский (3 с/с — сельсовета)
4. Дебальцевский
5. Дружковский
6. Константиновский
7. Краматорский
8. Макеевский (1 с/с)
9. Мариупольский (6 с/с)
10. Орджоникидзевский
11. Славянский
12. Чистяковский